# Арка де Бера
Арка Бера или Бара — триумфальная арка, расположенная примерно в 20 километрах к северо-востоку от города Таррагона, Каталония, Испания, недалеко от города Рода-де-Бера. Этот памятник является частью археологического ансамбля Тарракона, который был внесен в список объектов всемирного наследия ЮНЕСКО в 2000 году. Арка была построена на бывшей Виа Аугуста, ныне дороге N-340.

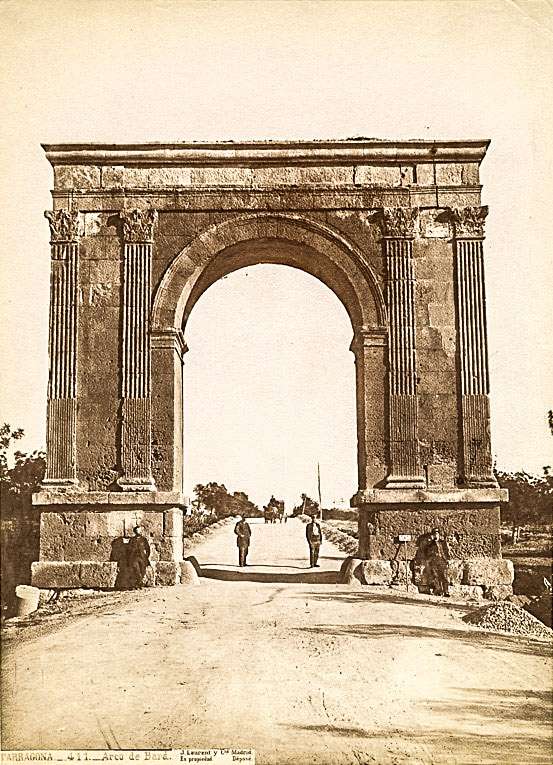
Арка де Бера, Таррагона, Испания, фотография Хуана Лорана, 1866—1867 гг., [https://www.nga.gov/research/library/imagecollections/features/solemnity-of-shadows.html Отдел коллекций изображений, Библиотека Национальной галереи искусств, Вашингтон, округ Колумбия.

Нынешнее название арки происходит от графа Бера. Это триумфальная арка с единственным проемом, состоящая из центрального корпуса на подиуме, украшенного рифлеными пилястрами, увенчанными коринфскими капителями. Верхняя часть конструкции представляет собой антаблемент, состоящий из архитрава, фриза и карниза . Используемый камень, вероятно, происходит из одного из местных карьеров.
Памятник был построен по приказанию Луция Лициния Суры и воздвигнут во времена правления Августа, около 13 г. до н.э, обозначая границу округа Таррако. Сохранившаяся надпись гласит: «Ex testamento L(uci) Licini L(uci) f(ilii) Serg (ia tribu) Surae consa[…]».